# 同人AV
同人AV（どうじんエーブイ）は、AV人権倫理機構の認証を受けていない個人又は同人サークル制作のアダルトビデオ（AV）。対義語は商業AV、あるいはAV人権倫理機構から認証を受けているAVメーカー制作の適正AV。同人AVは、個人撮影AV又は個人AV撮影（個人撮影の一種）とも言われる。

## 歴史
文脈によっては裏ビデオと同一視されることもあるが、出演者契約やモザイク処理などを経て合法的に制作されるものもあり、必ずしも同一ではない。後述の「コスプレ一本勝負」は知的財産振興協会の承認を受けており「適正・同人AV」といえる立ち位置である。また、同じように同人AV＝違法でもない。一部の報道ではフリー（ランス）AVとも記述される。

### 前史
アダルトビデオ誕生と同時期にその存在は確認されており、アダルトメディア研究家の安田理央によれば当時は自主製作ビデオとしてSMなどのフェチ作品が多数を占めていた。1980年代後半にマニアショップが誕生し、委託制作が盛んにおこなわれ販売された。専門誌への雑誌広告による販売も行われた。1990年代初頭にはブルセラショップが誕生し、制服を扱った作品、裏ビデオに近い援助交際ビデオが販売される。
1990年に入るとインディーズビデオブームが起きる。日本ビデオ倫理協会を通さないインディーズ作品はセルビデオの専門店で販売され、モザイクの薄さや内容の過激さで急速に販売を伸ばす。これがのちのソフト・オン・デマンドであり、北都系と呼ばれるアウトビジョングループである。これらインディーズメーカーはメジャー系ビデ倫メーカーを凌駕した。

### 同人AVの誕生
2001年以降、コミックマーケットで同人AVを販売するサークルが現れ始める。当時はコミックマーケット審査を通過するため、18禁であるものヌードや直接的な表現はなかった。
2007年、制作サークル「ピンキーWEB」が自分たちの作るもののカテゴリーを作りたいと「同人AV」「同人コスプレAV」という単語を作る。
2010年代になるとダウンロード販売が主流となり、同人即売会では販売できない作品の流通が増える。また、同人AVの販売できる販売会「コスホリック」がスタートする。

### 適正AVとの明確化以降
2011年、知的財産振興協会が結成され、2017年4月にAV人権倫理機構が設立。同じころに同機構所属会社のAV女優が所属するプロダクションの業界団体「日本プロダクション協会」が発足している。AV人権倫理機構が認定する事務所に所属する女優しか適正AVへの出演ができなくなった。しかし、アダルトメディア研究家の安田理央によると、表現や内容の自主規制、コストカットなどであえぐ適正アダルトビデオ業界から飛び出した人材・満足できないファンが同人AVに流れていると述べ、これらは「かつてのインディーズエロの血を継ぐ勢力」と分析している。
前述のように本来的な意味では同人AVとは「それまでの商業AV作品に飽き足らない人々が始めた趣味性が強く、独立性の高いもの」の意味であったが、FC2などで「性器や性交を見せることを主眼」に個人撮影をしていた個人、グループが「同人AV」を名乗り始めた。目新しい呼び名に飛びついたとも、レッテルがモデル募集に有利だったともいわれる。以後、本来の意味での同人AVと呼び名を盗用した個人撮影組とが共存している状況が続いている。

## 制作者
もともと成人向け雑誌の付録DVDを編集していたdec（同人サークル「コスプレ一本勝負」代表）など商業メディアの縮小から転じた例、商業アダルトビデオを製作していたが窮屈感を感じて転向するものが多い。また、自分が被写体となれば女優代がかからず、衣装代なども低コストで済むため、女性による制作も多い。購入者の大多数は男性であり、経費面に関しては女性制作者であるほうが圧倒的に有利である。製作理由も従来のAVの流れではなく、コスプレの流れから「好きなものを撮っていたらたどり着いた」例が多いとV&Rプランニングの安達かおるは解説する。近年では商業AV出演のAV女優の参入もある。
配信サイトDL.Getchu.comの登録サークルは2019年現在2000サークルあり、2012年と2019年の同じ月を比較すると製作数が8倍に増加。前述の安達は同人AVは「今後、メジャーになっていくと感じています。ただし、大きくなるに従い、既存のAVメーカーと同じ問題を抱えるようになる」と将来性を危惧する声もある。
いずれも同人AV、ひいてはアダルトビデオ業界のジャンルイメージを損なわないよう国内法の範囲内で動画作成されており、違法摘発されないよう演出上の工夫や、最低限のモザイク処理をほどこしている。多くのダウンロードサイトも、知的財産振興協会の基準を遵守しているが、中には編集ミスか意図的か定かでないものの、法のグレーゾーンを突く露わな作品も存在するという。
ライターの中村淳彦は2023年の記事でPornhubで30チャンネル以上を運営するプロデューサーに取材。女性が主体となるファンクラブの裏方という位置づけで活動し、被写体兼制作者の女性（Pornhuber）をスタジオや機材提供という形でサポートする。適正AVが映像を作品と位置づけるのと異なり、ファンの要望に応えるだけのマーケティングという意識を最優先にしているという。

## 批判
AV出演被害防止・救済法の以前は狭義の「趣味の範囲で制作された」との意味で使用されることが多かったが、本法案前後からは「適正AV以外」という意味で海外配信（サーバー含む）の無修正動画制作者も含み使用される場合が多くなっている。
AV女優の月島さくらは2023年のインタビューで販売を主目的としない「個撮」名義のオファーもあるが、これは個人売春＝犯罪であり、本来意味するAV（適正AV）とは全く違うものと説明している。
法学者河合幹雄教授は、インターネットの普及、撮影や編集機材の進化で誰でもできるようになった背景があるのに、新法の内容で結果的に“地下化”が進んだ。適正AVではなく、個人制作の同人AVや違法サイトが本当の問題や性犯罪の温床になっているため、この部分こそ規制すべきとAV新法を批判している。

### 新法制定による適正AVからの出演女性の流入問題
AV新法の議論開始後、制定前段階で、過度な規制強化で適正AV出演女性たちが違法AV（個人撮影、同人AV、売春行為のオプション撮影）に流れる可能性が指摘されていた。
ライターの中村淳彦は、被写体となる女性に関しては、（2022年時点は）こういったデジタルネイティブ世代の女性が効率的に稼ぐために選択しており、被害者的に論ずるのは周回遅れが否めないと筆致。また、適正AVの締め付け以降は、かつて（名前を出さないで出演する）企画女優に相当していた女性たちが流れてきていると記述している。同人AV女優として活動する高井玲菜、宮下あさ美は風俗勤めの延長で出演しており、風俗より精神面が楽だという理由で出演を継続。ともに金銭面など条件が合えば出演する映像に修正があっても無修正であってもどうでもいいスタンスと答えている。高井は制作者のドタキャンは多いが、恐怖心は感じたことがないと述べている。
2022年6月23日に施行されたAV出演被害防止・救済法は、同人AVの契約にも適用される。前述のdecは「（撮影は出演契約の1か月後となったため）素人が契約の1か月後に来てくれるかわからない、（コスプレ衣装のため）体型をキープしてくれているかもわからない」「素人モデルを起用しているサークルはきついでしょう」と法律ができたことにより生じるタイムラグに言及している。

## 配信・販売プラットフォーム
ライターの安田理央によると、2022年時点の日本で代表的な同人AVサイトはDL.Getchu.com、ファンティア、FC2の3つとしている。
DL.Getchu.comはもともと美少女ゲーム販売サイトであり、その経緯からコスプレ系動画が多い。2022年7月のリリースは絡みのない「コスプレソフト」カテゴリーは117作品。絡みのある「コスプレハード」が143作品。コスプレをしない絡み作品は「同人動画」カテゴリーが247作品。全体的には絡み作品の増加、過激化がみられるという。しかし、2022年春よりNGワードが設定され、作品タイトル及び紹介文にワードが含まれる作品はサイト非表示となった（これはクレジットカード会社からの指摘と通達によるもの）。
ファンティアは同人クリエイターの金銭支援プラットフォームで、本来はファンクラブ的なサービスだが、同人AV販売をするサークルも存在する。
FC2は「FC2コンテンツマーケット」において動画販売ができ、広義の同人AV最大の販売サイトとなっている。個人撮影と言われるハメドリがメインとなっており、海外サーバーのため無修正動画も多い。このため逮捕者も出ており、同人AV＝無法地帯というイメージを形成した。
FC2コンテンツマーケットだけでなく、XCREAMやGcolle、myfans（マイファンズ）等の同人AVコンテンツプラットフォームで販売・配信がされている。他にもPornhub、CandFans（旧:Fanty）、OnlyFansなどで同人AV販売や配信されている。2021年時点で、PornhubとOnlyFansは開設審査・各投稿ごとの出演者の本人確認・投稿内容審査が徹底されている。

## 違法な内容・投稿者逮捕事件
FC2は相次ぐ動画販売者の逮捕への自主規制として、2021年より販売主の顔写真付き身分証明証の提出、および出演者の身分証明証と出演承諾書の提出を求め、2022年7月からは必須となった。過去の動画にも適用されるため、以降次々とアーカイブが停止された。
2022年12月から2023年4月にかけて、同人AVファンサイトに顔と性器へのモザイク処理版動画だけでなく、サイト内の高額プランに女性に許可範囲を超えた、顔出し&モザイク無し動画を投稿していた裏垢男子が逮捕された。被害者は主に裏垢女子であり、出演者契約も結んでいなかったことや未成年飲酒も発覚している。

## 出演者

### 出演女性
出演女性は同人モデル、同人女優ともいわれる。初期の個人撮影では知り合いの女性を勧誘し出演者としていた。2016年から2018年頃は制作側に表AV関係者が多く含まれており、事務所に所属していないフリーの企画女優たちだった。ただし、絶対数が少なく、費用が掛かるものの一部のAVモデル事務所に持ち掛けた。事務所側はDTI系（カリビアンコムなど）で逮捕者が出たことから、リスクが少なく膨大なFC2の個人撮影組に供給を開始した。適正AV化によりこの供給が絶たれるが、2019年には同人AVモデルと呼ばれる人々がSNSに現れる。俗にAV志願兵と呼ばれる彼女たちにとってSNSは業界と距離を詰める大きな武器となった。制作者にとっても、業界と無縁でも直接モデルと交渉できる機会が生まれ、2021年頃まで製作者側、出演者双方で新規参入が増加した。2022年頃からは元同人モデルがそこで得た評判を受け、表AVに出演する逆流現象も起きている。一方で同じモデルが複数の配信元から供給されることが散見されると、鮮度が下がることを見越し自前のルートでモデル調達、契約で囲い込むことも増えていった。
同人モデルのSNS上では「撮影がなくても可」といった内容もあり、同人モデルという言葉の包括する意味も変化し始めている。これは交渉する男性側の目的がAV撮影だけではなくなっていることも意味している。